# NGC 3632
NGC 3632 (appelée aussi Caldwell 40) est une galaxie lenticulaire située dans la constellation du Lion. NGC 3632 a été découverte par l'astronome germano-britannique William Herschel en 1784. William Herschel a observé cette même galaxie le mois suivant, soit le 14 mars 1784 et cette observation a été inscrite au catalogue NGC sous la désignation NGC 3626.

## Caractéristiques
NGC 3632 présente une large raie HI.

### Distance
Sa vitesse par rapport au fond diffus cosmologique est de 1 829 ± 24 km/s, ce qui correspond à une distance de Hubble de 26,98 ± 1,92 Mpc (∼88 millions d'al).
À ce jour, une douzaine de mesures non basées sur le décalage vers le rouge (redshift) donnent une distance de 17,755 ± 6,075 Mpc (∼57,9 millions d'al), ce qui est à l'extérieur des valeurs de la distance de Hubble. Puisque cette galaxie est relativement rapprochée du Groupe local, il est probable que cette valeur soit plus près de la distance réelle de NGC 3632. Notons que c'est avec la valeur moyenne des mesures indépendantes, lorsqu'elles existent, que la base de données NASA/IPAC calcule le diamètre d'une galaxie.

## Groupe de NGC 3686 et de NGC 3607
Dans un article paru en 1998, Abraham Mahtessian mentionne que NGC 3599 appartient à un groupe comprenant huit galaxies. Toutes les galaxies inscrites par Mahtessian à ce groupe, sauf NGC 3599 et NGC 3605, font partie du groupe de NGC 3686 cité dans les articles de Chandreyee Sengupta (année 2006) et de A.M. Garcia (année 1993),.
D'autre part, la galaxie la plus brillante du groupe cité par Mahtessian est NGC 3607. On peut donc donner le nom de groupe de NGC 3607 à celui-ci. Les huit galaxies de ce groupe sont selon Mahtessian NGC 3599, NGC 3605, CGCG 1114,2+1804 (UGC 6296), NGC 3607, NGC 3608, CGCG 1115,6+1907 (UGC 6320), NGC 3626 et NGC 3659.